# Miss USA 2016
Miss USA 2016 fue la 65.ª edición del certamen Miss USA cuya final se llevó a cabo el 5 de junio de 2016 en el T-Mobile Arena, en Las Vegas, Estados Unidos. Candidatas provenientes de los 50 estados del país, el Distrito de Columbia y Miss 52 USA compitieron por el título. Al final del evento, Olivia Jordan, Miss USA 2015 de Oklahoma coronó a Deshauna Barber del Distrito de Columbia como su sucesora.
Por primera ocasión,el certamen fue transmitido por la cadena Fox. La gala final fue conducida por el actor y presentador de televisión estadounidense Terrence Jenkins y la actriz Julianne Hough, además de los comentarios tras bambalinas de la modelo, presentadora, empresaria y activista estadounidense Ashley Graham. Los artistas que amenizaron la velada fueron el dúo musical Nervo, la banda Backstreet Boys  y el cantante Chris Young.
La ganadora representó a Estados Unidos en el Miss Universo 2016.

## Resultados

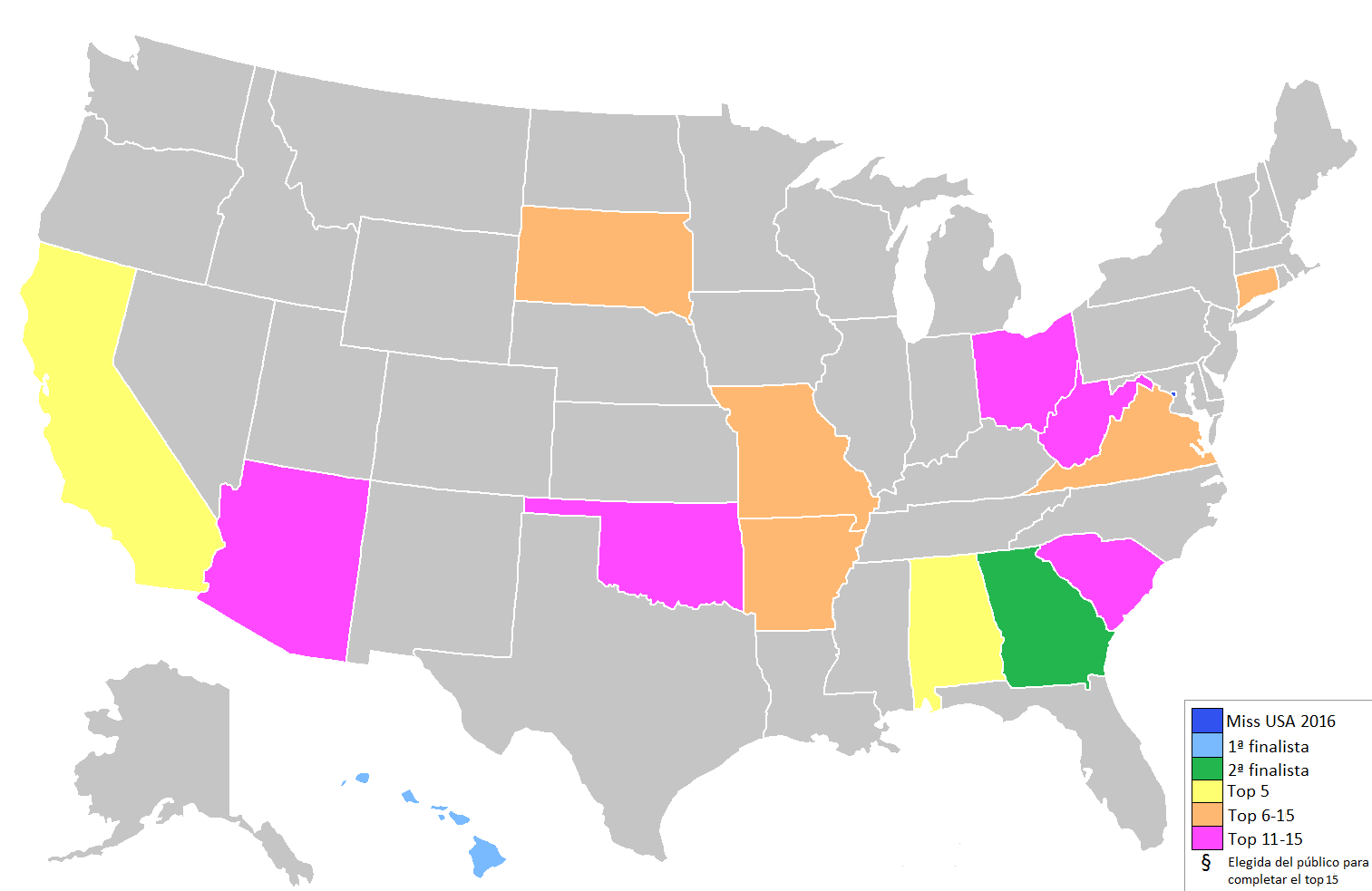
Resultados finales del concurso Miss USA 2016

| Posiciones        | Delegada |
| ----------------- | --- |
| Miss USA 2016     | - Distrito de Columbia - Deshauna Barber |
| Primera finalista | - Hawái - Chelsea Hardin |
| Segunda finalista | - Georgia - Emanii Davis |
| Top 5             | - Alabama - Peyton Brown - California - Nadia Mejía §                                                                                                   |
| Top 10            | - Arkansas - Abby Floyd - Connecticut - Tiffany Teixeira - Dakota del Sur - Madison McKeown - Misuri - Sydnee Stottlemyre - Virginia - Desiree Williams |
| Top 15            | - Arizona - Chelsea Myers - Ohio - Megan Wise - Oklahoma - Taylor Gorton - Carolina del Sur - Leah Lawson - Virginia Occidental - Nichole Greene        |

- § Votada por el público.

### Orden de clasificación
| Top 15               | Top 10               | Top 5                | Top 3                |
| -------------------- | -------------------- | -------------------- | -------------------- |
| Carolina del Sur     | Virginia             | Georgia              | Georgia              |
| Ohio                 | Alabama              | Hawái                | Hawái                |
| Georgia              | California           | Distrito de Columbia | Distrito de Columbia |
| Arizona              | Georgia              | Alabama              |                      |
| Alabama              | Connecticut          | California           |                      |
| Virginia Occidental  | Distrito de Columbia |                      |                      |
| Distrito de Columbia | Misuri               |                      |                      |
| California §         | Arkansas             |                      |                      |
| Misuri               | Dakota del Sur       |                      |                      |
| Connecticut          | Hawái                |                      |                      |
| Hawái                |                      |                      |                      |
| Dakota del Sur       |                      |                      |                      |
| Arkansas             |                      |                      |                      |
| Virginia             |                      |                      |                      |
| Oklahoma             |                      |                      |                      |

- § Votada por el público..

## Historia

### Sede

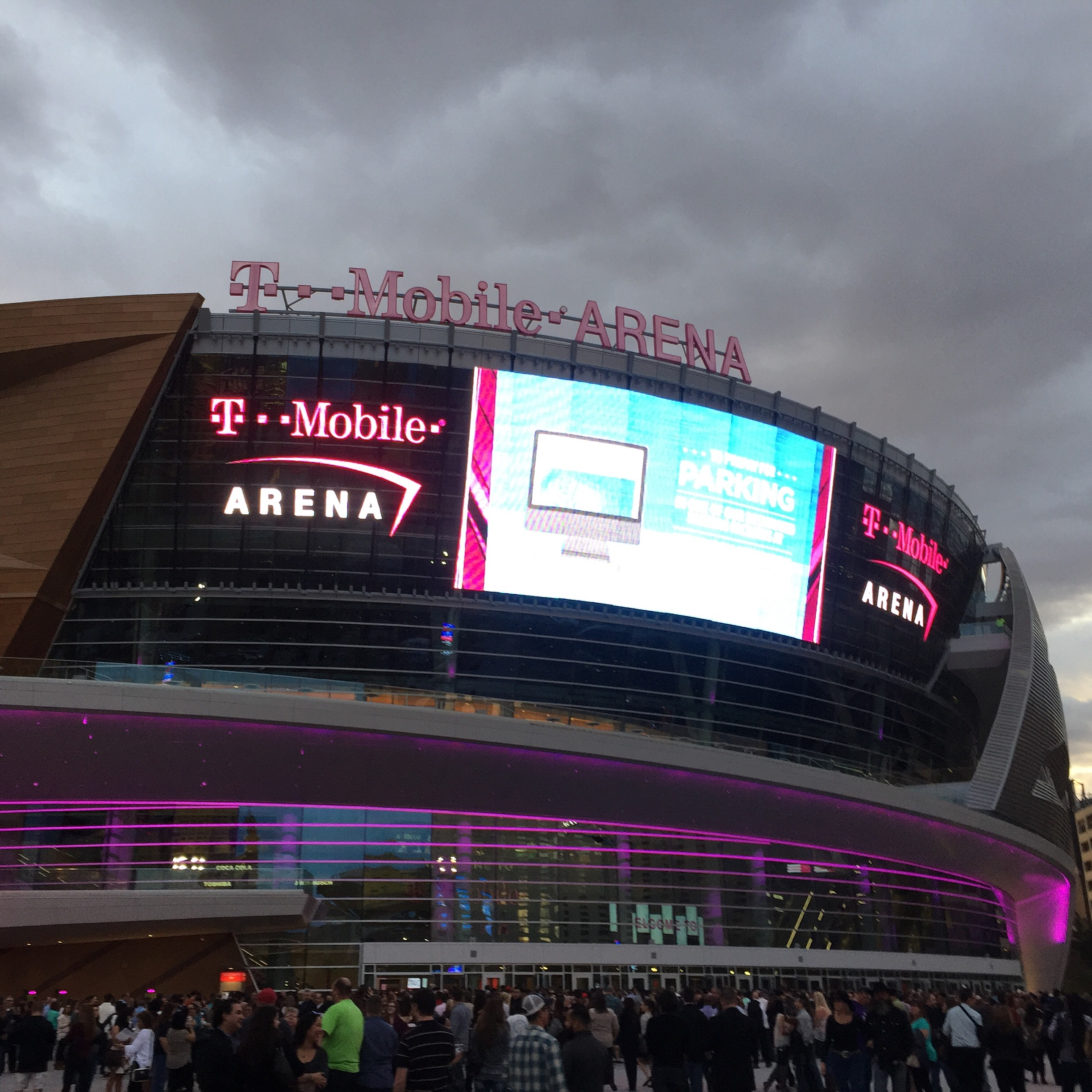
T-Mobile Arena, recinto sede.

Luego de la 64.ª edición algunos medios comenzaron a especular y a difundir información sobre el siguiente concurso. Fuentes aseguraban que el Planet Hollywood Resort & Casino quien acogió el Miss Universo 2015, sería la sede del evento; sin embargo, a principios del mes de mayo, la organización anunció que el evento se llevaría a cabo el 5 de junio en la nueva T-Mobile Arena de la ciudad de Las Vegas, Nevada.

## Áreas de competencia

### Final
La noche final fue transmitida en vivo por Fox, desde el T-Mobile Arena, en Las Vegas, Nevada, el 5 de junio de 2016. 
El grupo de 15 cuartofinalistas se dio a conocer durante la competencia final. Este grupo estará conformado de la siguiente manera:
- El jurado preliminar elegirá a las concursantes que más destaquen en las tres áreas de competencia durante la etapa preliminar, otorgando nueve lugares para la noche final.
- La organización Miss USA otorgará otros seis lugares para aquellas candidatas que, a consideración de la organización y el personal de Miss Universo, son una buena opción para coronarse como ganadora, basándose en su desempeño durante las actividades del concurso y apreciación personal de los miembros de la organización.

Estas 15 cuartofinalistas serán evaluadas por un Jurado final:
- Las 15 cuartofinalistas desfilarán en una nueva ronda en traje de baño , dónde saldrán de la competencia cinco de ellas.
- Las diez que continúen (semifinalistas), desfilarán en traje de noche (elegidos al gusto de cada concursante), dónde otras cinco más serán eliminadas del concurso.
- Las cinco restantes (finalistas) se someterán a una pregunta por parte del jurado, quien determinará las posiciones finales y a la ganadora, Miss USA 2016.

#### Jurado final
Estos son miembros del jurado que evaluarán a las cuarto, semi y finalistas que elegirán a Miss USA 2016:
- Laura Brown, directora ejecutiva de la revista de moda Harper's Bazaar.
- Joe Zee, estilista de moda estadounidense y director creativo de Elle.
- Ali Landry, modelo y actriz, Miss USA 1996.
- Crystle Stewart, modelo, actriz y presentadora de televisión, Miss USA 2008.

### Competencia preliminar
El día 1 de junio, todas las concursantes desfilaron en traje de noche y en traje de baño (elegidos al gusto de cada concursante) durante la competencia preliminar, llamado por la organización Espectáculo de Presentación. Ellas también fueron entrevistadas en privado por un jurado preliminar.

#### Jurado preliminar
Estos son los miembros del jurado preliminar, que eligieron a diez de 15 cuartofinalistas, durante el Show de presentación (Competencia preliminar), luego de ver a las candidatas en privado durante entrevistas y pasarela en traje de baño y gala:
- Alessandra García, modelo estadounidense de tallas grandes.
- Ashley Wagner , patinadora olímpica estadounidense.
- Andrew Serrano, director de relaciones públicas estadounidense de la empresa IMG.
- Lauren Giraldo, estrella de los medios social estadounidense.
- Pia Wurtzbach, Miss Universo 2015.
- Sherri Hill, diseñadora de modas y empresaria estadounidense.

### Premios especiales oficiales
La Organización Miss USA otorgó dos premios especiales durante las actividades del Miss USA 2016:

#### Miss Simpatía USA 2016
La concursante ganadora al reconocimiento como Miss Simpatía (Miss Congeniality), fue elegida por las mismas concursantes, quienes votaron en secreto por aquella de sus compañeras que reflejaron mejor el sentido de sana competencia, fraternidad, y amistad entre los estados.
- Ganadora:  Alabama - Peyton Brown

#### Miss Fotogénica USA 2016
Miss Fotogénica fue elegida por el panel de jueces preliminar, eligiendo a la concursante cuyas fotos fueron las mejores.
- Ganadora:  Wisconsin - Kate Redeker

## Relevancia Histórica de Miss USA 2016

### Resultados
- Distrito de Columbia gana por tercera vez el título de Miss USA.
- Hawaii obtiene el puesto de Primera Finalista por primera vez.
- Georgia obtiene el puesto de Segunda Finalista por sexta vez. La última vez que obtuvo esta posición fue en 2014.
- Alabama, Arizona, Hawaii, Oklahoma y Virginia repiten clasificación a los cuartos de final.
- Alabama clasifica por séptimo año consecutivo.
- Arizona, Oklahoma y Virginia clasifican por tercer año consecutivo.
- Hawái clasifica por segundo año consecutivo.
- California, Carolina del Sur y Georgia clasificaron por última vez en 2014.
- Connecticut, Ohio y Virginia Occidental clasificaron por última vez en 2013.
- Arkansas clasificó por última vez en 2012.
- Misuri clasificó por última vez en 2011.
- Distrito de Columbia clasificó por última vez en 2006.
- Dakota del Sur clasificó por última vez en 1974.
- Maryland rompe una racha de clasificaciones que mantenía desde 2006.
- Luisiana y Nevada rompen una racha de clasificaciones que mantenía desde 2012.

### Candidata N.º 52
En esta edición fue la primera vez desde 1987 que el evento contaría con 52 candidatas, por lo que la organización decidió realizar una competencia en la web mediante la cual se postularon aspirantes; luego se escogieron a 10 finalistas, y finalmente una ganadora, quien sería la candidata número 52.
Por lo mismo el 10 de mayo de 2016 la agencia de moda Sherri Hill y Miss USA dieron a conocer a las 10 aspirantes, por lo cual el público tuvo la oportunidad de votar por su candidata favorita hasta el 17 de mayo, cuya ganadora tendrá el derecho de portar la banda bajo el nombre Miss 52 USA. El 18 de mayo la ganadora fue revelada en la página oficial del concurso dando como ganadora a Alexandra Miller de Oklahoma City, ella representó por primera vez a la 52.ª candidata en el concurso Miss USA.
| N° | Nombre             | Edad | Ciudad             | Estado             |
| -- | ------------------ | ---- | ------------------ | ------------------ |
| 1  | Catherine Williams | 24   | San Antonio        | Texas              |
| 2  | Yvonne Vega        | 25   | New Braunfels      | Texas              |
| 3  | Jessica Bean       | 24   | Casper             | Wyoming            |
| 4  | Alexandra Miller   | 26   | Oklahoma City      | Oklahoma           |
| 5  | Ivana Thomas       | 22   | Durham             | Carolina del Norte |
| 6  | Amanda Bell        | 24   | Nashville          | Tennessee          |
| 7  | Kaitlyn Smith      | 26   | Jacksonville Beach | Florida            |
| 8  | Molly Vierhile     | 23   | San Francisco      | California         |
| 9  | Niki Kafashzadeh   | 24   | Rockville          | Maryland           |
| 10 | Bridgette Garb     | 21   | Oak Park           | California         |

### Alfombra Roja
Esta fue la primera edición que contó con entrada a la Alfombra Roja durante las horas previas a la gala final, y ésta fue animado por Ned Fulmer y Keith Habersberger del programa de televisión The Try Guys, Kamie Crawford, Miss Teen USA 2010 fue la enviada especial para entrevistar a las celebridades que entraban por la alfombra roja del certamen.

### Otros datos significativos
- Regresa el formato de tres finalistas que fue usado por última vez en el año 2001.

## Candidatas
52 candidatas compitieron en Miss USA 2016:
(En la tabla se utiliza su nombre completo, los sobrenombres van entrecomillados y los apellidos utilizados como nombre artístico, entre paréntesis; fuera de ella se utilizan sus nombres «artísticos» o simplificados)
| Estado/Territorio    | Candidata                                 | Edad | Residencia       |
| -------------------- | ----------------------------------------- | ---- | ---------------- |
| Alabama              | Peyton Brown                              | 21   | Eufaula          |
| Alaska               | Ariane Jeanne Audett                      | 21   | Anchorage        |
| Arizona              | Chelsea Elizabeth Myers                   | 20   | Tempe            |
| Arkansas             | Abby Elizabeth Floyd                      | 19   | Searcy           |
| California           | Nadia Grace Mejía Eicher                  | 20   | Diamond Bar      |
| Carolina del Norte   | Devin Brye Gant                           | 24   | Charlotte        |
| Carolina del Sur     | Leah Victoria Lawson                      | 21   | Laurens          |
| Colorado             | Caley-Rae Pavillard                       | 22   | Castle Pines     |
| Connecticut          | Tiffany Ann Teixeira                      | 25   | Bridgeport       |
| Dakota del Norte     | Halley Lee Maas                           | 20   | Grand Forks      |
| Dakota del Sur       | Madison Marie McKeown                     | 20   | Sioux Falls      |
| Delaware             | Alexandra Vorontsova                      | 20   | Newark           |
| Distrito de Columbia | Deshauna Barber                           | 26   | Washington D. C. |
| Florida              | Briegitte Marie "Brie" Gabrielle Baldrica | 25   | West Palm Beach  |
| Georgia              | Emanii Jovan Davis                        | 22   | Griffin          |
| Hawái                | Chelsea Keolani Hardin                    | 24   | Honolulu         |
| Idaho                | Sydney Blue Halper                        | 21   | Moscow           |
| Illinois             | Zena Malak                                | 24   | Carol Stream     |
| Indiana              | Meryssa Morgan Abel                       | 26   | North Vernon     |
| Iowa                 | Alissa Katherine Morrison                 | 24   | Davenport        |
| Kansas               | Victoria Gail Wiggins                     | 25   | Milford Lake     |
| Kentucky             | Kyle Nicole Hornback                      | 20   | Louisville       |
| Luisiana             | Maaliyah Symone Papillion                 | 21   | Lake Charles     |
| Maine                | Marisa Paige Butler                       | 23   | Standish         |
| Maryland             | Christina Ann Denny                       | 25   | Owing Mills      |
| Massachusetts        | Whitney Rose Sharpe                       | 21   | Burlington       |
| Míchigan             | Susan "Susie" Leica                       | 26   | Livonia          |
| Minnesota            | Bridget Lee Jacobs                        | 20   | Mapple Grove     |
| Misisipi             | Haley Brooke Sowers                       | 22   | Meridian         |
| Misuri               | Sydnee Nicole Stottlemyre                 | 22   | Wildwood         |
| Montana              | Sibahn Jade Doxey                         | 22   | Frenchtown       |
| Nebraska             | Sarah Elizabeth Hollins                   | 25   | Omaha            |
| Nevada               | Emelina Gioseppina Adams                  | 24   | Henderson        |
| Nueva Jersey         | Jessielyn Palumbo                         | 24   | Wayne            |
| Nueva York           | Serena Buçaj                              | 22   | Suffern          |
| Nuevo Hampshire      | Jessica Marie Strohm                      | 25   | Mánchester       |
| Nuevo México         | Naomie Elizabeth Germaine                 | 22   | Albuquerque      |
| Ohio                 | Megan Rae Wise                            | 26   | Gallipolis       |
| Oklahoma             | Taylor Dawn Gorton                        | 25   | Tulsa            |
| Oregón               | Natriana Arielle Shorter                  | 25   | Eugene           |
| Pensilvania          | Elena Flora LaQuatra                      | 24   | Pittsburgh       |
| Puerto Rico          | Génesis Dávila                            | 23   | Toa Baja         |
| Rhode Island         | Theresa Lila Matos Agonía                 | 23   | Central Falls    |
| Tennessee            | Hope Samantha Stephens                    | 20   | Livingstone      |
| Texas                | Daniella Rodríguez                        | 19   | Laredo           |
| Utah                 | Teale Shawn Murdock                       | 26   | Bountiful        |
| Vermont              | Neely Whitlock Fortune                    | 24   | Burlington       |
| Virginia             | Desiree "Desi" Janine Williams            | 26   | Newport News     |
| Virginia Occidental  | Nichole Natasha Greene                    | 24   | Charleston       |
| Washington           | Kelsey Ayano Schmidt                      | 26   | Bellevue         |
| Wisconsin            | Katherine "Kate" Patrice Redeker          | 19   | Sheboygan        |
| Wyoming              | Autumn Rishel Olson                       | 21   | Saratoga         |

### Suplencias
- Allie Dunn (Carolina del Norte) renunció al título estatal debido a una enfermedad, por lo que su suplente es Devin Gant quien fuese la primera finalista en el certemen estatal.
- Kelsey Schmidt (Washington) quien fuese primera finalista en el certamen estatal fue designada para representar a su estado tras la renuncia de Stormy Keffeler, quien fue detenida por conducir ebria.

## Datos acerca de las delegadas
Algunas de las delegadas del Miss USA 2016 han participado, o participarán, en otros certámenes de importancia nacionales e internacionales:
- Morgan Abel (Indiana) participó sin éxito en Miss Teen USA 2008.
- Taylor Gorton (Oklahoma) ganó en National American Miss Jr. Teen 2006 y fue semifinalista en Miss Teen USA 2008.
- Elena LaQuatra (Pensilvania) fue segunda finalista en Miss America Outstanding Teen 2007, y participó sin éxito en Miss Teen USA 2010.
- Caley-Rae Pavillard (Colorado) fue cuarta finalista en Miss America’s Outstanding Teen 2008. y fue Semifinalista en Miss Teen USA 2011.
- Sydnee Stottlemyre (Misuri) participó en Miss America’s Outstanding Teen 2009 y Miss Teen USA 2011; en ambos fue cuarta finalista.
- Tiffany Teixeira (Connecticut) y Sarah Hollins (Nebraska) participaron sin éxito en Miss Teen USA 2009.
- Haley Sowers (Misisipi) fue cuarta finalista en Miss Teen USA 2010.
- Sibahn Doxey (Montana) concursó sin éxito en Miss Teen USA 2011.
- Peyton Brown (Alabama) fue Semifinalista en Miss Teen USA 2012.
- Marisa Butler (Maine) participó sin éxito en National Sweetheart 2013.
- Abby Floyd (Arkansas), Daniella Rodríguez (Texas), Kate Redeker (Wisconsin) y Autumn Olson (Wyoming) participaron en Miss Teen USA 2013, Floyd y Redeker fueron semifinalistas.
- Madison McKeown (Dakota del Sur) concursó sin éxito en Miss Teen USA 2014.
- Christina Denny (Maryland) y Desi Williams (Virginia) participaron en Miss América 2014, Denny fue semifinalista.

Algunas de las delegadas nacieron o viven en otro estado o región al que representarán, o bien, tienen un origen étnico distinto:
- Chelsea Myers (Arizona) tiene ascendencia noruega y alemana.
- Nadia Mejia (California) es mitad ecuatoriana y tiene ascendencia libanesa.
- Tiffany Teixeira (Connecticut) y Theresa Agonia (Rhode Island) tienen ascendencia portuguesa.
- Halley Maas (Dakota del Norte) tiene ascendencia alemana.
- Madison McKeown (Dakota del Sur) radica en el estado de Kansas.
- Alexandra Vorontsova (Delaware) tiene ascendencia rusa por parte materna.
- Deshauna Barber (Distrito de Columbia) nació en el estado de Georgia.
- Emanii Davis (Georgia) nació en Ohio y tiene ascendencia etíope.
- Zena Malak (Illinois) tiene ascendencia egipcia y libanesa.
- Susie Leica (Míchigan) tiene ascendencia polaca y rumana.
- Sibahn Doxey (Montana) nació en el estado de Florida.
- Jessielyn Palumbo (Nueva Jersey), Elena LaQuatra (Pensilvania) y Neely Fortune (Vermont) tienen ascendencia italiana.
- Serena Bucaj (Nueva York) tiene ascendencia albanesa.
- Jessica Strohm (Nuevo Hamsphire) nació en el estado de Massachusetts.
- Naomi Germain (Nuevo México) tiene ascendencia haitiana.
- Megan Wise (Ohio) nació en Carolina del Norte.
- Daniella Rodríguez (Texas) tiene ascendencia mexicana.
- Teale Murdock (Utah) nació en California.

Otros datos significativos de algunas delegadas:
- Nadia Mejia (California) es hija de Kathy Eicher quien participó sin éxito en Miss USA 1989, representando al estado de Virginia Occidental.
- Deshauna Barber (Distrito de Columbia) es Comandante de Unidad para el Ejército estadounidense.
- Brie Gabrielle (Florida) es actriz, modelo y presentadora de televisión.
- Sibahn Doxey (Montana) es actriz y modelo profesional.
- Elena LaQuatra (Pensilvania) es sobreviviente de la meningitis bacteriana que sufrió a la edad de 4 años, a consecuencia de su enfermedad utiliza implantes cocleares.